# Nasdaq-100
Nasdaq-100 je američki burzovni indeks. Indeks uključuje 100 najvećih tvrtki po kapitalizaciji, čijim se dionicama trguje na burzi NASDAQ. Indeks ne uključuje tvrtke u financijskom sektoru.
Tvrtke koje više ne ispunjavaju pravila o kotiranju Nasdaq 100 zamjenjuju se novim tvrtkama jednom godišnje u trećem tjednu prosinca.

## Povijest
Povijest indeksa počinje 1985. godine, kada su istovremeno uvedena dva nova indeksa: NASDAQ-100 i NASDAQ Financial-100. Prvi indeks uključivao je industrijska visokotehnološka poduzeća, drugi - financijska. Indeksna baza je u početku bila 250 bodova.
Godine 1998. su u indeks primljene strane tvrtke. U početku su zahtjevi za njih bili strogi, ali su bili ublaženi 2002. godine.
Povijesni maksimum od preko 4.700 bodova je postignut indeksom 2000.godine na valu Dotcom.
Od 2021. godine 57% NASDAQ 100 su tehnološke tvrtke. Sljedeći najveći sektor u industriji su potrošačke usluge s 21,99%. Zdravstvo čini 7,08% NASDAQ 100, tvrtke za robu široke potrošnje čine 6,14% NASDAQ 100, a industrijske tvrtke čine 5,92%.

## Instrumenti kojima se trguje na NASDAQ-100
Na burzi NASDAQ pod oznakom QQQ trguje se fond čija je struktura slična indeksu NASDAQ-100 i s velikom točnošću ponavlja njegovu dinamiku.

## Razlike od NASDAQ Composite indeksa
Nasdaq Composite Index uključuje dionice svih tvrtki kotiranih na NASDAQ burzi (ukupno preko 3.000).

## Promjene u 2021.
21. srpnja Honeywell je zamijenio Alexion Pharmaceuticals nakon što je kupio AstraZenecu. 26. kolovoza Crowdstrike će zamijeniti Maxim Integrated Products, koji je kupljen od strane Analog Devices.